# Marschall der DDR
Marschall der DDR was een rang van de Nationale Volksarmee van de DDR. De rang was slechts toebedeeld aan één persoon. Net als de Sovjet-Unie in oorlogstijd de militaire rang van Generalissimo aan de hoogste bevelhebber gaf, werd de rang van Marschall der DDR op diezelfde manier gebruikt.
Het besluit voor invoering hiervan werd door de Staatsraad van de DDR op 25 maart 1982 genomen. In de officiële documenten staat: „... Der höchste militärische Dienstgrad in der Deutschen Demokratischen Republik ist Marschall der DDR. Die Ernennung zum Marschall der DDR erfolgt im Verteidigungszustand oder für außergewöhnliche militärische Leistungen auf Beschluss des Staatsrates der Deutschen Demokratischen Republik durch dessen Vorsitzenden. Dieser Beschluss tritt am 1. Mai 1982 in Kraft.“.
De rang Marschall der DDR is nooit aan iemand gegeven. De noodzaak van de rang was slechts in oorlogstijd, omdat de NVA volgens planning in het Warschaupact twee zelfstandig opererende leger(onderdelen) zou krijgen (NVA en Grenztruppen); dit in tegenstelling tot de vroegere plannen tot het vormen van zelfstandige divisies onder Sovjet commando. Omdat beide legers een eigen Armeegeneral hadden, zou de hogere rang het uiteindelijke bevel hierover voeren. In oorlogstijd zouden ook de Politie (Ministerie van Binnenlandse Zaken) en de geheime dienst (Ministerie van Staatssicherheit) hieronder vallen. Deze laatsten hadden ook hun eigen Armeegeneral.
Theodor Hoffmann werd bij zijn benoeming tot Minister für Nationale Verteidigung in november 1989 tot Admiraal bevorderd. Hij schafte daarna de rang van Flottenadmiral en Marschall der DDR weer af.